# Făget, Alba
Făget este un sat în comuna Valea Lungă din județul Alba, Transilvania, România. La recensământul din 2002 avea o populație de 58 locuitori.

## Pesonalități
- Ioan Bianu (1856-1935), filolog, membru și președinte al Academiei Române
- Nicolae Comșa (1905-1946), filolog, director al Bibliotecii Arhidiecezane din Blaj